# امزیسی
امزیسی (به لاتین: Amzići}} یک منطقهٔ مسکونی در صربستان است که در Zlatibor District واقع شده‌است.

## خصوصیات
امزیسی ۱۱۷ نفر جمعیت دارد.